# Hoạt động thể chất

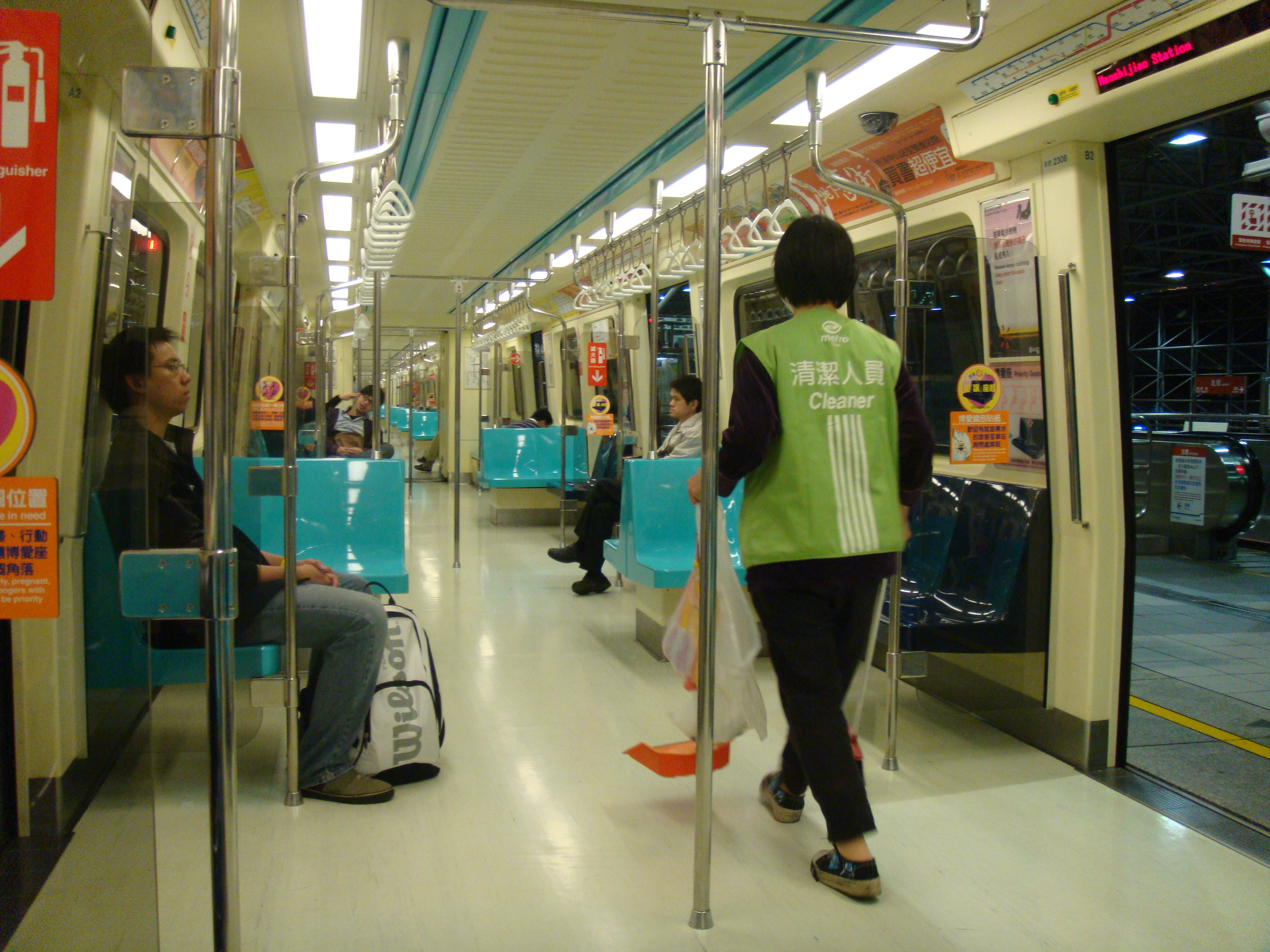
Hoạt động thể chất không chỉ là thể dục. Nó bao gồm các hoạt động khác có sự chuyển động; ví dụ lau dọn, làm việc, vận chuyển chủ động...

Hoạt động thể chất được định nghĩa là bất kì sự chuyển động tự thân của cơ thể, do các cơ xương tạo ra và cần sử dụng năng lượng. Hoạt động thể chất bao gồm tất cả các hoạt động, với bất kì cường độ nào, thực hiện bất kể thời gian trong ngày hay đêm. Nó bao gồm thể dục và các hoạt động khác đi kèm trong hoạt động hàng ngày.

## Khuyến nghị cho hoạt động thể chất

### Khuyến nghị toàn cầu
Tổ chức Y tế Thế giới khuyến nghị:

#### Người lớn tuổi 18–64
1. Người lớn ở độ tuổi 18–64 nên thực hiện ít nhất 150 phút hoạt động thể dục aerobic với cường độ vừa phải trong suốt cả tuần hoặc thực hiện ít nhất 75 phút hoạt động thể chất với cường độ mạnh trong suốt cả tuần hoặc kết hợp tương đương giữa hoạt động cường độ vừa phải và cường độ mạnh.
2. Hoạt động aerobic nên được thực hiện theo từng đợt kéo dài ít nhất 10 phút.
3. Để có thêm lợi ích sức khỏe, người lớn nên tăng cường hoạt động thể chất aerobic cường độ vừa phải lên 300 phút mỗi tuần hoặc tham gia 150 phút hoạt động thể chất aerobic cường độ mạnh mỗi tuần hoặc kết hợp tương đương giữa hoạt động cường độ vừa phải và cường độ mạnh.
4. Các hoạt động tăng cường cơ bắp nên được thực hiện với sự tham gia của các nhóm cơ chính vào 2 ngày trở lên trong một tuần.

#### Người lớn từ 65 tuổi trở lên
1. Người lớn từ 65 tuổi trở lên nên thực hiện ít nhất 150 phút hoạt động thể dục aerobic với cường độ vừa phải trong suốt cả tuần hoặc thực hiện ít nhất 75 phút hoạt động thể chất aerobic với cường độ mạnh trong suốt cả tuần hoặc kết hợp tương đương giữa hoạt động cường độ vừa phải và mạnh.
2. Hoạt động aerobic nên được thực hiện theo từng đợt kéo dài ít nhất 10 phút.
3. Để có thêm lợi ích về sức khỏe, người lớn từ 65 tuổi trở lên nên tăng cường hoạt động thể chất aerobic với cường độ vừa phải lên 300 phút mỗi tuần hoặc tham gia 150 phút hoạt động thể chất aerobic với cường độ mạnh mỗi tuần hoặc kết hợp tương đương giữa các hoạt động thể chất cường độ vừa phải và mạnh.
4. Người lớn ở độ tuổi này, có khả năng vận động kém, nên thực hiện các hoạt động thể chất để tăng cường khả năng giữ thăng bằng và ngăn ngừa té ngã 3 ngày trở lên mỗi tuần.
5. Các hoạt động tăng cường cơ bắp nên được thực hiện với sự tham gia của các nhóm cơ chính, vào 2 ngày trở lên trong một tuần.
6. Khi người lớn ở độ tuổi này không thể thực hiện số lượng hoạt động thể chất được khuyến nghị do tình trạng sức khỏe, họ nên hoạt động thể chất ở khả năng và điều kiện cho phép.

#### Trẻ em và thanh thiếu niên từ 5–17 tuổi
1. Trẻ em và thanh thiếu niên từ 5–17 tuổi nên tích lũy ít nhất 60 phút hoạt động thể chất với cường độ vừa phải đến mạnh mỗi ngày.
2. Lượng hoạt động thể chất trên 60 phút mang lại nhiều lợi ích sức khỏe hơn.